# Селбі (Південна Дакота)
Селбі (англ. Selby) — місто (англ. city) в США, в окрузі Волворт штату Південна Дакота. Населення — 610 осіб (2020).

## Географія
Селбі розташоване за координатами 45°30′21″ пн. ш. 100°1′58″ зх. д. / 45.50583° пн. ш. 100.03278° зх. д. (45.505787, -100.032914).  За даними Бюро перепису населення США в 2010 році місто мало площу 1,84 км², уся площа — суходіл.

## Демографія
Згідно з переписом 2010 року, у місті мешкали 642 особи в 300 домогосподарствах у складі 175 родин. Густота населення становила 348 осіб/км².  Було 334 помешкання (181/км²).
Расовий склад населення:
| - 96,7 % — білих - 2,0 % — корінних американців |

До двох чи більше рас належало 1,2 %. Частка іспаномовних становила 0,5 % від усіх жителів.
За віковим діапазоном населення розподілялося таким чином: 16,0 % — особи молодші 18 років, 49,9 % — особи у віці 18—64 років, 34,1 % — особи у віці 65 років та старші. Медіана віку мешканця становила 52,9 року. На 100 осіб жіночої статі у місті припадало 105,1 чоловіків;  на 100 жінок у віці від 18 років та старших — 101,1 чоловіків також старших 18 років.
Середній дохід на одне домашнє господарство  становив 57 391 долар США (медіана — 46 696), а середній дохід на одну сім'ю — 71 175 доларів (медіана — 59 167). За межею бідності перебувало 10,4 % осіб, у тому числі 15,0 % дітей у віці до 18 років та 6,3 % осіб у віці 65 років та старших.
Цивільне працевлаштоване населення становило 370 осіб. Основні галузі зайнятості: освіта, охорона здоров'я та соціальна допомога — 17,3 %, роздрібна торгівля — 15,1 %, транспорт — 11,4 %, сільське господарство, лісництво, риболовля — 10,3 %.